# Frank Irons
Francis Cleveland Irons, detto Frank (Des Moines, 23 marzo 1886 – Palatine, 19 giugno 1942), è stato un lunghista, triplista e altista statunitense, campione olimpico di salto in lungo a Londra 1908.

## Biografia
Ai Giochi olimpici di Londra 1908 vinse l'oro nel salto in lungo superando lo statunitense Daniel Kelly (medaglia d'argento) e il canadese Calvin Bricker.
Alle successive olimpiadi svedesi giunse nono.

## Palmarès
| Anno | Manifestazione  | Sede      | Evento                  | Risultato | Prestazione | Note            |
| ---- | --------------- | --------- | ----------------------- | --------- | ----------- | --------------- |
| 1908 | Giochi olimpici | Londra    | Salto in alto da fermo  | 8º        | 1,42 m      |                 |
| 1908 | Giochi olimpici | Londra    | Salto in lungo          | Oro       | 7,48 m      | Record olimpico |
| 1908 | Giochi olimpici | Londra    | Salto in lungo da fermo | n/d       | n/d         |                 |
| 1908 | Giochi olimpici | Londra    | Salto triplo            | 16º       | 12,67 m     |                 |
| 1912 | Giochi olimpici | Stoccolma | Salto in lungo          | 9º        | 6,80 m      |                 |